# Yves Beneyton
Yves Beneyton (Baden-Baden, 2 agosto 1946) è un attore francese.

## Filmografia parziale

### Cinema
- Due o tre cose che so di lei (2 ou 3 choses que je sais d'elle), regia di Jean-Luc Godard (1967)
- Week End - Una donna e un uomo da sabato a domenica (Week-end), regia di Jean-Luc Godard (1967)
- I giovani lupi (Les Jeunes Loups), regia di Marcel Carné (1968)
- Quella carogna di Frank Mitraglia (À tout casser), regia di John Berry (1968)
- L'Amour fou, regia di Jacques Rivette (1969)
- Mio Mao - Fatiche ed avventure di alcuni giovani occidentali per introdurre il vizio in Cina, regia di Nicolò Ferrari (1969)
- D'amore si muore, regia di Carlo Carunchio (1972)
- Guardami nuda, regia di Italo Alfaro (1972)
- Nel nome del padre, regia di Marco Bellocchio (1972)
- Io e lui, regia di Luciano Salce (1973)
- Ultimatum alla polizia (Par le sang des autres), regia di Marc Simenon (1974)
- Verginità, regia di Marcello Andrei (1974)
- La merlettaia (La Dentellière), regia di Claude Goretta (1977)
- Il mostro, regia di Luigi Zampa (1977)
- La caduta degli angeli ribelli, regia di Marco Tullio Giordana (1981)
- Enigma - Il codice dell'assassino (Enigma), regia di Jeannot Szwarc (1982)
- L'esercizio del potere (Eminent Domain), regia di John Irvin (1990)

### Televisione
- L'Isola delle Trenta Bare regia di Marcel Cravenne - miniserie TV (1979)
- La Certosa di Parma, regia di Mauro Bolognini – miniserie TV (1982)
- La scalata, regia di Vittorio Sindoni – miniserie TV (1993)
- Il comandante Florent (Une femme d'honneur) – serie TV (1996-2008)

## Doppiatori italiani
- Pino Colizzi in Nel nome del padre
- Gianni Marzocchi in Il mostro
- Dario Penne in Il comandante Florent